# エクイターフ
エクイターフとは、競馬場などで使用されている天然芝の種類の事である。
競馬場においてはこれまで「高麗芝」や「野芝」など温暖な気候に適した野芝と、「ペレニアル・ライグラス」「イタリアン・ライグラス」「トールフェスク」「ケンタッキー・ブルーグラス」など、寒冷地にも耐えうる芝生をブレンドした「オーバーシード」（芝生の二毛作ともいう）を行っているが、連続して競馬の開催をすると、特に内らち沿いを中心に芝生がはがれ、かつえぐれやすく、時計のかかる馬場となるケースもまれではなかった。
そこで、英語で「馬のための」(Equine)という意味の芝生(Turf)の品種として、日本中央競馬会・競走馬総合研究所が1999年ごろから、五島列島の農場で、茎や根の部分を地下にやや深めにセットし、芝生がえぐれにくく、なおかつ成長が早く、クッション性に優れた芝生の研究・開発を行い、2006年に品種登録が実施された。1m2あたりの茎の密度や地下部分の重量などは従来の芝生から見て2倍程度という。
現在、エクイターフは茨城県つくば市（筑波産）、福井県あわら市（芦原産）と鹿児島県鹿屋市（鹿屋産）の契約農場で製造しており、2008年に福島競馬場で第1号が導入されて以来、各地の競馬場を中心に採用されている。なお、札幌競馬場・函館競馬場は他の地方とは気温が低く、高麗芝・野芝の育成が困難（札幌競馬場#洋芝コースの設置とオーバーシードの技術開発参照）であることから、エクイターフは取り入れていない。